# Juan Carlos Vera Plasencia
Juan Carlos Vera Plasencia, M.S.C. (Trujillo, Peru, 25 de junho de 1961) é o bispo militar católico romano do Peru.

## Biografia
Após concluir a escola em 1983, Vera Plasencia entrou no noviciado dos Missionários do Sagrado Coração e fez sua profissão na festa da Assunção em 1984. Ele então estudou filosofia e teologia no Instituto Superior de Estudios Teológicos Juan XXIII em Lima. Emitiu os votos perpétuos em 14 de agosto de 1987 e em 22 de agosto de 1988 foi ordenado sacerdote dos Missionários do Sagrado Coração de Jesus. Trabalhou por dois anos como vigário na paróquia de Puquio na Prelazia de Caravelí, depois se tornou formador e administrador no seminário de sua ordem.
Após um ano de aperfeiçoamento no noviciado internacional do MSC na República Dominicana, foi reitor do seminário de Lima de 1993 a 2005 e desde 2002 também superior regional da comunidade religiosa. Ainda colaborava em duas paróquias de Lima.
Em 18 de junho de 2005, o Papa Bento XVI o nomeou bispo e prelado da prelazia territorial de Caravelí. Foi ordenado pelo Bispo de Chosica, Norbert Strotmann MSC, em 28 de agosto na Catedral de Trujillo. Os co-consagradores foram seu antecessor, Dom Bernhard Kühnel MSC, e o Arcebispo de Trujillo, Héctor Miguel Cabrejos Vidarte OFM.
Na Conferência Episcopal Peruana (CEP), foi membro do Conselho Permanente.
 

Mons. Vera Plasencia foi nomeado pelo Papa Francisco como Bispo Militar do Peru em 16 de julho de 2014. Tomou posse em 13 de setembro do mesmo ano.